# 斯文·凯斯勒
斯文·凯斯勒（德語：Sven Keßler，1991年3月22日—），德国男子赛艇运动员。他曾代表德国参加世界赛艇锦标赛，获得一枚金牌和一枚铜牌，均来自轻量级项目。